# Tommaso Laureti

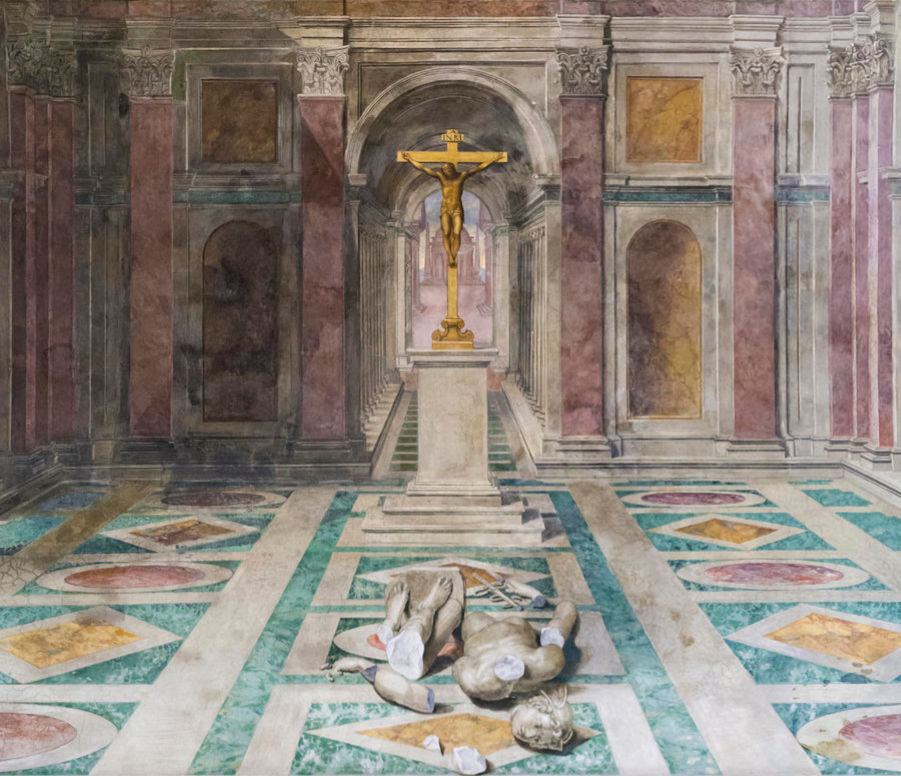
Triunfo de la cruz, fresco de 1585, Sala di Costantino, Palacio del Vaticano.

Tommaso Laureti, a menudo llamado Tommaso Laureti Siciliano (Sicilia, c. 1530 - 22 de septiembre de 1602), fue un pintor italiano que se formó en el taller del anciano Sebastiano del Piombo y trabajó en Bolonia. A partir de 1582, trabajó para mecenas papales en Roma en un estilo inspirado en Miguel Ángel con habilidad especial en perspectiva ilusionista, que en su trabajo romano evitó todo menos rastros de Manierismo.

## Biografía
Laureti nació en Palermo, Sicilia. Después de la muerte de su primer maestro en 1547, se instaló en Bolonia, presentando pinturas en perspectiva ilusionista en techos de la ciudad, en particular un techo de Alejandro Magno con un entorno arquitectónico pintado en el Palazzo Vizzani. Pintó un Transporte del Cuerpo de San Agustín para la iglesia de San Giacomo Maggiore en Bolonia. Los elementos estructurales manieristas de la Fuente de Neptuno en Bolonia hecha de mármol y bronce, que está coronada por un Neptuno de Juan de Bolonia, completada en 1566, se basaron en un dibujo de Laureti de 1563. Este encargo del Papa Pío IV es, sin duda, la obra pública más familiar de Laureti (ilustración, abajo). 
En la iglesia de Santa Susana en Roma el retablo principal de la iglesia es la muerte de Santa Susanna de Laureti. Sus frescos en la Sala dei Capitani en el Palazzo dei Conservatori de Miguel Ángel en la Colina Capitolina, pintados en 1587-94, representan episodios de la Antigua república romana: La justicia de Bruto; Horacio Cocles defendiendo a los Pons Sublicius; Victoria en el lago Regilo y Mucius Scaevola ante Lars Porsena. 

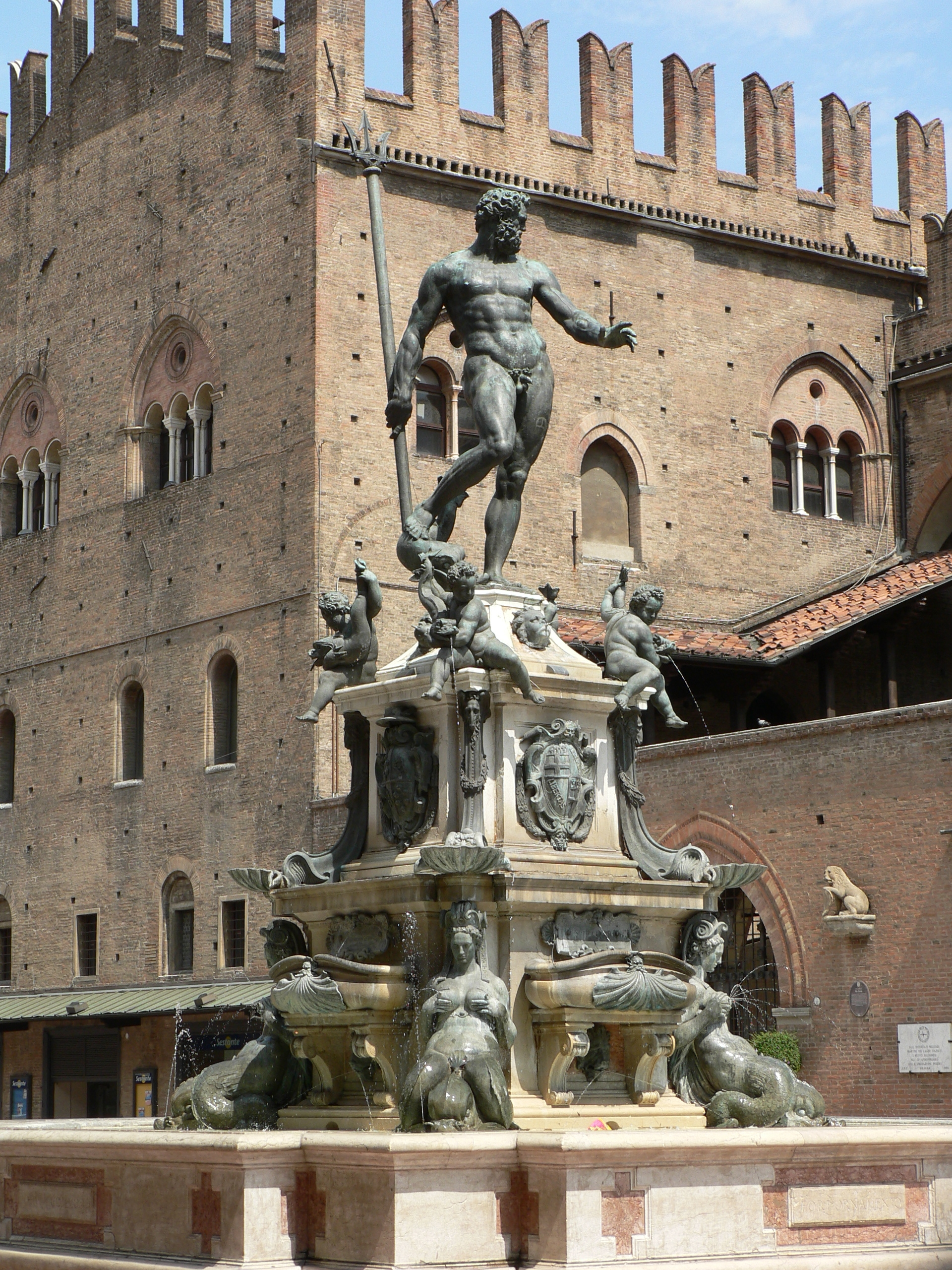
Laureti diseñó la base con sus figuras para la fuente de Neptuno de Juan de Bolonia, Bolonia.

En 1582, la administración del papa Gregorio XIII encargó a Laureti que ejecutara una serie de frescos sobre un tema triunfalista posterior al Concilio de Trento, el triunfo de la religión cristiana en el techo recién abovedado de la Sala di Costantino o Salón de Constantino, donde las paredes habían sido pintadas al fresco por la escuela de Rafael a principios de siglo. El tema central está rodeado de figuras alegóricas femeninas que representan las provincias italianas. El techo se completó bajo el pontificado de Sixto V. Las rigurosas perspectivas ilusionistas representan la fascinación constante del pintor por el arte de la perspectiva. Baglione en sus biografías de artistas afirma que Laureti fue asistido por el pintor Antonio Scalvati .  

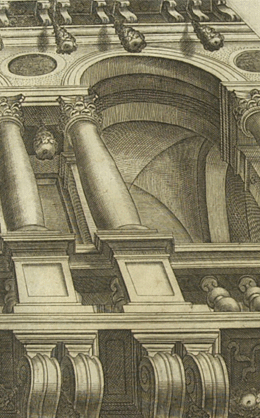
Perspectiva de Laureti grabada para la obra de Vignola Due regole ..., 1583

El diseño en perspectiva de Laureti para una porción de un techo ilusionista, visto como di sotto in su o 'de abajo arriba', fue grabado para el libro de Giacomo Barozzi da Vignola Le due regole della prospettiva pratica., 1583 (ilustración, derecha).
Para la Basílica de San Próspero en Reggio Emilia, pintó un retablo que representa la Asunción; esta pintura fue completada por Ludovico Carracci en 1602. 
Laureti fue el segundo principe o director de la Academia de San Lucas o la academia de artistas en Roma, sucediendo a Federico Zuccaro en 1595. Su retrato conmemorativo (fechado en 1603) por Orazio Borgianni todavía se exhibe en la Accademia di San Luca.